# Guéron
Guéron är en kommun i departementet Calvados i regionen Normandie i norra Frankrike. Kommunen ligger i kantonen Bayeux som ligger i arrondissementet Bayeux. År 2022 hade Guéron 245 invånare.

## Befolkningsutveckling
Antalet invånare i kommunen Guéron
Referens: INSEE